# قرار مجلس الأمن التابع للأمم المتحدة رقم 846
قرار مجلس الأمن التابع للأمم المتحدة رقم 846، الذي تم تبنيه بالإجماع في 22 حزيران / يونيو 1993، بعد إعادة التأكيد على القرار 812 (1993) بشأن الوضع في رواندا، والإشارة إلى تقرير الأمين العام بطرس بطرس غالي، أنشأ المجلس بعثة مراقبي الأمم المتحدة في أوغندا - رواندا لفترة أولية مدتها ستة أشهر.
تم التأكيد على الحاجة إلى منع استئناف القتال في رواندا بين غالبية الهوتو وأقلية التوتسي وحكومة جوفينال هابياريمانا والجبهة الوطنية الرواندية، وكذلك الحاجة إلى حل سياسي تفاوضي في إطار الاتفاقات التي سيتم التوقيع عليها في أروشا، تنزانيا. وفي الوقت نفسه، أشاد المجلس بجهود منظمة الوحدة الأفريقية وحكومة تنزانيا لإيجاد حل.
بعد إنشاء عثة مراقبي الأمم المتحدة في أوغندا - رواندا لفترة أولية مدتها ستة أشهر على الحدود المشتركة بين رواندا وأوغندا، تقرر أنها ستراقب الحدود الأوغندية الرواندية للتحقق من عدم وصول أي مساعدة عسكرية إلى رواندا خاصة فيما يتعلق بالأسلحة والذخيرة التي يتم نقلها عن طريق البر. قبل النشر الكامل للبعثة، يجب التوصل إلى اتفاق بشأن حالة البعثة يضمن سلامة أفراد حفظ السلام والتعاون الكامل من حكومة أوغندا مع الأمين العام، مع إرسال مسبق في غضون 15 يومًا ونشر كامل في غضون 30 يومًا من اعتماد القرار الحالي. بعد 60 يومًا، طلب المجلس تقريرًا عن تنفيذ القرار الحالي.
وحث المجلس الحكومة الرواندية والجبهة الوطنية الرواندية على احترام القانون الإنساني الدولي والامتناع عن أي عمل من شأنه زيادة التوترات في المنطقة وإبرام اتفاق سلام على الفور. أيد المجلس قرار بطرس غالي دعم جهود السلام التي تبذلها منظمة الوحدة الأفريقية من خلال وضع خبيرين عسكريين تحت تصرفها، حيث طلب منه تقديم تقرير عن التطورات المتعلقة باتفاق سياسي في أروشا ومساهمة الأمم المتحدة الممكنة لمساعدة منظمة الوحدة الأفريقية في تنفيذ الاتفاقية المذكورة أعلاه.

## روابط خارجية
- نص القرار في undocs.org